# Cheiridium saharicum
Espèce
Cheiridium saharicum est une espèce de pseudoscorpions de la famille des Cheiridiidae.

## Distribution
Cette espèce est endémique du Tchad. Elle se rencontre au Borkou.

## Description
La femelle holotype mesure 1,18 mm.

## Étymologie
Son nom d'espèce lui a été donné en référence au lieu de sa découverte, le Sahara.

## Publication originale
- Beier, 1965 : Pseudoskorpione aus dem Tschad-Gebiet. Annalen des Naturhistorischen Museums in Wien, vol. 68, p. 365-374 (texte intégral).